# Witte Tonnen Vlije

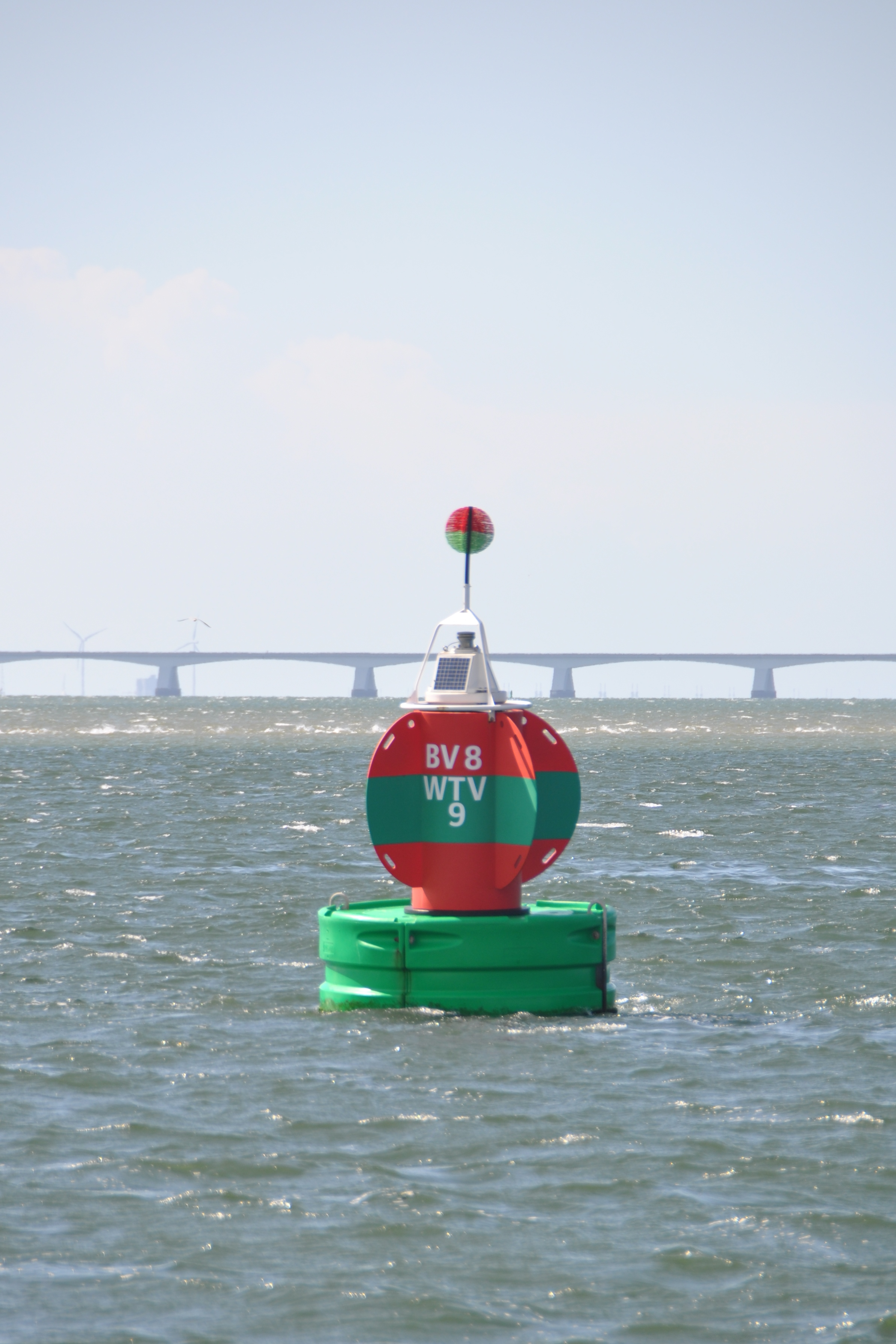
Oude afbeelding, in 2022 ligt er een sparboei met Iso 2s licht.

Het Witte Tonnen Vlije is een betonde vaargeul van ongeveer 1,5 km lang, in de Oosterschelde in de provincie Zeeland oost van de Zeelandbrug. Het Witte Tonnen Vlije loopt (richting ongeveer noord-zuid) van het Keeten naar de betonde vaargeul Brabantsche Vaarwater.
Het water is zout en heeft een getij. Oost van het Witte Tonnen Vlije liggen de droogvallende slikken de Slikken van de Dortsman. West van het Witte Tonnen Vlije liggen ook droogvallende slikken (naamloos).
Het Witte Tonnen Vlije is geschikt is voor schepen tot en met CEMT-klasse VIb.
Het Witte Tonnen Vlije is onderdeel van het Nationaal Park Oosterschelde en valt binnen het Natura 2000-gebied Oosterschelde.